# Sipar
Sipar (sumersko Zimbir - ptičje mesto), sodobni Tell Abu Habbah, je starodavno mezopotamsko mesto na vzhodnem bregu Evfrata v iraškem governoratu Gagdad. Mesto stoji kakšnih 60 km severno od Babilona in   30 km jugozahodno od Bagdada. 
Ime Sipar se lahko nanaša tudi na njegovo sestrsko mesto Sipar-Amnanum v sedanjem Tell ed-Deru. Bolj točno ime Siparja, ki ga obravnava ta članek, je Sipar-Jahrurum.

## Zgodovina
Med arheološkimi izkopavanji v Siparju so odkrili na tisoče glinastih  klinopisnih tablic, o njegovi zgodovini pa je kljub temu relativno malo znanega. Kot mnogo drugih mezopotamskih mest je bil tudi Sipar sestavljen iz dveh delov, ki ju je ločevala reka. Na vzhodnem bregu reke je stal Sipar, na zahodnem pa njegovo sestrsko mesto  Sipar-Amnanum.
Najdena lončenina kaže, da je bil Sipar naseljen že v uruškem obdobju  (okoli 4000 do 3100 pr. n. št.). Število prebivalcev se je znatno povečalo šele v zgodnjem dinastičnem obdobju v 3. tisočletju pr. n. št. in nato v starobabilonskem obdobju v 2. tisočletju pr. n. št. in novobabilonskem obdobju v 1. tisočletju pr. n. št.. V Ahemenidskem, Selevkidskem in Partskem cesarstvu je bilo mesto manj naseljeno. 
Sipar je bil kultno središče sončnega boga Šamaša (sumersko Utu), ki je domoval v svojem templju E-babara.
Stela s Hamurabijevim zakonikom je morda stala prav v Siparju. Na vrhu stele je upodobljen Šamaš, ki kot bog pravice predaja oblast kralju.   Zelo podoben  motiv se pojavlja tudi na valjastih pečatnikih iz starobabilonskega obdobja. Proti koncu 19. stoletja pr. n. št. so ravno v Siparju izdelovali najbolj prefinjene starobabilonske valjaste pečatnike.
Za Sipar se domneva, da je istoveten s svetopisemskim Sefarvaimom v Stari zavezi. 

## Arheologija
Najdišče Tell Abu Haba, ki meri več kot 1 km2, je prvi v imenu Britanskega muzeja  raziskoval Hormuzd Rassam leta 1880 in 1881. Med izkopavanji, ki so trajala 18 mesecev, so odkrili več deset tisoč glinastih tablic, med njimi tudi Šamaševo tablico. Večina tablic je novobabilonskih. Tempelj je omenjen že v 18. letu vladanja Samsu-ilune Babilonskega, ki poroča o obnovi »Ebabarja, templja Šamaša v Siparju« in mestnega zigurata.
Tablice, ki so končale v Britanskem muzeju, se še vedno preučujejo. Mesto njihovega odkritja ni dokumentirano, zato se ne da ugotoviti, ali izvirajo iz Siparja ali iz Sipar-Amnanuma. Druge tablice iz Siparja, ki  so se takrat kupovale kar na tržnicah, so končale tudi v drugih muzejih. Sipar je bil zaradi relativno majhne oddaljenosti od Bagdada priljubljena točka ilegalnih izkopavanj.
V Siparju je nekaj časa leta 1894 delal francoski dominikanec in asirolog Jean-Vincent Scheil. Tablice, ki jih je odkril, so večinoma starobabilonske in shranjene v muzeju v Istanbulu.  Leta 1972 in 1973 so najdišče raziskovali belgijski arheologi, od leta 1977 dalje pa iraški arheologi pod vodstvom  Walida al-Jadira in Farouka al-Rawija. Po letu 2000 so se jim pridružili sodelavci Nemškega arheološkega inštituta. Profesor Andrew George trdi, da klinopisna tablica z delom Epa o Gilgamešu izvira iz Siparja.